# Amyema gaudichaudii
Amyema gaudichaudii là một loài thực vật có hoa trong họ Loranthaceae. Loài này được (DC.) Tiegh. mô tả khoa học đầu tiên năm 1895.